# کالماکلاروو
کالماکلاروو (انگلیسی: Kalmaklarovo) یک شهرک در شهرستان سالاواتسکی استان باشقیرستان کشور روسیه است.